# Puente de Vallecas
Puente de Vallecas – dystrykt w Madrycie, położony na wschód od rzeki Manzanares. 
Puente de Vallecas dzieli się administracyjnie na 6 dzielnic:
- Entrevías
- Numancia
- Palomeras Bajas
- Palomeras Sureste
- Portazgo
- San Diego

W miejscowości jest stacja metra Puente de Vallecas.